# Sigrun Aasland

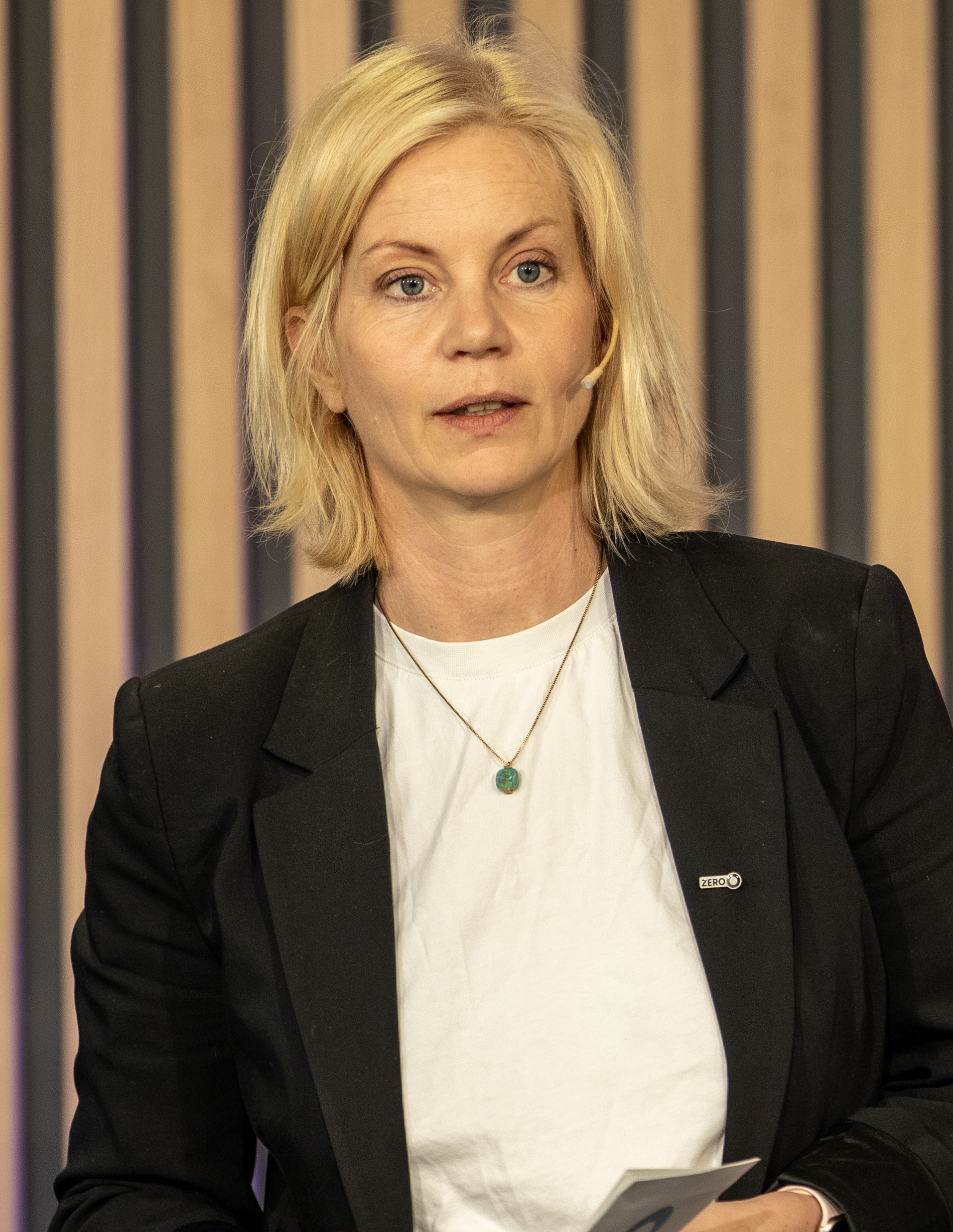
Sigrun Aasland, 2024

Sigrun Gjerløw Aasland (* 11. Februar 1978 in Grimstad) ist eine norwegische Politikerin der sozialdemokratischen Arbeiderpartiet (Ap). Seit Februar 2025 ist sie Ministerin für Forschung und Hochschulbildung. Von Mai 2024 bis Februar 2025 war sie Staatssekretärin.

## Leben
Aasland wuchs im südnorwegischen Grimstad auf. Sie hat einen Master of Arts in Wirtschaftswissenschaften und Internationalen Beziehungen von der School of Advanced International Studies an der Johns Hopkins University. Des Weiteren studierte sie Soziologie, vergleichende Politikwissenschaften und Wirtschaftswissenschaften an der Universität Bergen und sie besuchte die Universität Perpignan. Von 2021 bis 2024 war sie als Geschäftsführerin der Umweltstiftung ZERO tätig.
Am 3. Mai 2024 wurde Aasland zur kommissarischen Staatssekretärin in der Regierung Støre ernannt. Als solche wurde sie unter Klima- und Umweltminister Andreas Bjelland Eriksen im Klima- und Umweltministerium tätig. Am 4. Februar 2025 wurde Aas-Hansen zur Ministerin für Forschung und Hochschulbildung in der Regierung Støre ernannt. Sie wurde Nachfolgerin des Senterpartiet-Politikers Oddmund Løkensgard Hoel, der aufgrund des Regierungsaustritts der Senterpartiet aus dem Amt ausschied.